# Marietta Uhle
Marietta Uhle es una deportista alemana que compitió en natación. Fue medalla de plata durante el Campeonato Europeo de Natación en Piscina Corta de 2000, en la prueba de 4x50 metros estilos combinado.

## Palmarés internacional
| Campeonato Europeo en Piscina Corta | Campeonato Europeo en Piscina Corta | Campeonato Europeo en Piscina Corta | Campeonato Europeo en Piscina Corta |
| Año                                 | Lugar                               | Medalla                             | Prueba                              |
| ----------------------------------- | ----------------------------------- | ----------------------------------- | ----------------------------------- |
| 2000                                | Valencia (España)                   | Medalla de plata                    | 4 × 50 m estilos                    |